# 小口径步枪

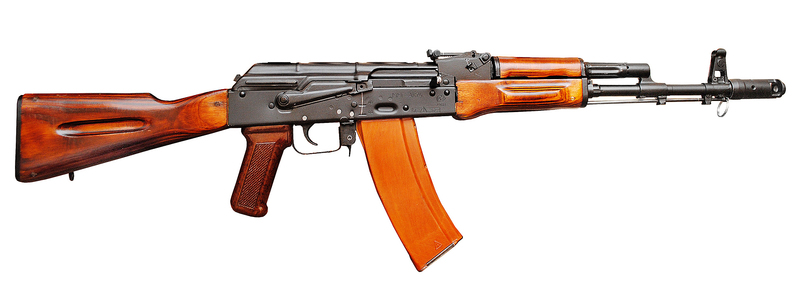
蘇聯AK-74突擊步槍是小口徑步槍的典型例子

小口徑步槍是指使用口徑小於6（0.24英寸）子彈的步槍，具有重量輕、易操控的特點。

## 發展歷史
由於早期的自動步槍使用當時的標準步槍彈藥，威力過大，連續射擊時難於控制，而且比較笨重。最早在第一次世界大戰期間俄國人費德洛夫就研製了口徑較當時標準步槍小一些的自動步槍，以控制連發精度，但未引起廣泛的重視。
在二次大戰前後研發出一些傳統的中間型威力槍彈，雖然初步滿足了突擊連發步槍的需要，但本身的缺點相當多的。例如單發子彈仍然過重過貴，彈道在有效射程內不夠平直，所以並不是全世界都接受。
隨後在越戰期間，5.56×45毫米口徑的M16是被稱為開創小口徑化先河的新型步槍。由於叢林戰受地形影響，士兵交戰距離大幅縮短，當時美軍流行的M14雖然威力大，射程遠，但是在叢林中得物無所用。後來美軍改用M16後，發現小口徑步槍彈後座力低，適合連續發射，而且由於彈頭質量輕，受翻滾效應影響，近距離殺傷力甚至比傳統全威力步槍彈及中間型威力步槍彈強。美軍採用5.56彈後，美國順勢將其在北約內普及。再及後，華約有見北約的小口徑步槍彈之流行及好用，亦開始研發自己的小口徑步槍彈，世界各國軍隊隨之掀起的一股步槍小口徑化熱潮。

## 小口徑步槍彈
小口徑步槍彈一般指彈藥口徑小於6毫米，彈丸大長徑比，高速射中人體後會失穩翻滾造成人體組織大面積創傷，主要射擊200至400米內的有生目標的步槍子彈。
軍用小口徑步槍彈的概念來源於美國陸軍1952年委託约翰·霍普金斯大学運籌學研究室進行的「齊射」專題研究，該項研究的結果為軍方提出了一系列具有信服力的論點和建議。其中一點就建議軍用步槍小口徑化。同時由於美軍使用的7.62×51毫米NATO標準口徑步槍在越南戰爭和在機械化戰鬥中的種種缺點。軍方接受了「齊射」研究的建議，1964年2月18日，世界上第一種小口徑槍彈──5.56毫米M193步槍彈被美軍定型使用。
現代世界上的軍用小口徑步槍子彈主要有三個系列：
- 北約（NATO）
  - 5.56×45毫米M197/SS109彈
- 前蘇聯／俄羅斯
  - 5.45×39毫米M74/7N6彈
- 中華人民共和國
  - 5.8×42毫米DBP87彈